# 灰毛莸
灰毛莸（学名：Caryopteris forrestii）为唇形科莸属下的一种。

## 变种
灰毛莸有如下变种：
- （原变种）[3][4]
- 小叶灰毛莸[5][6]

## 扩展阅读
- 維基物種上的相關：灰毛莸